# Mass path

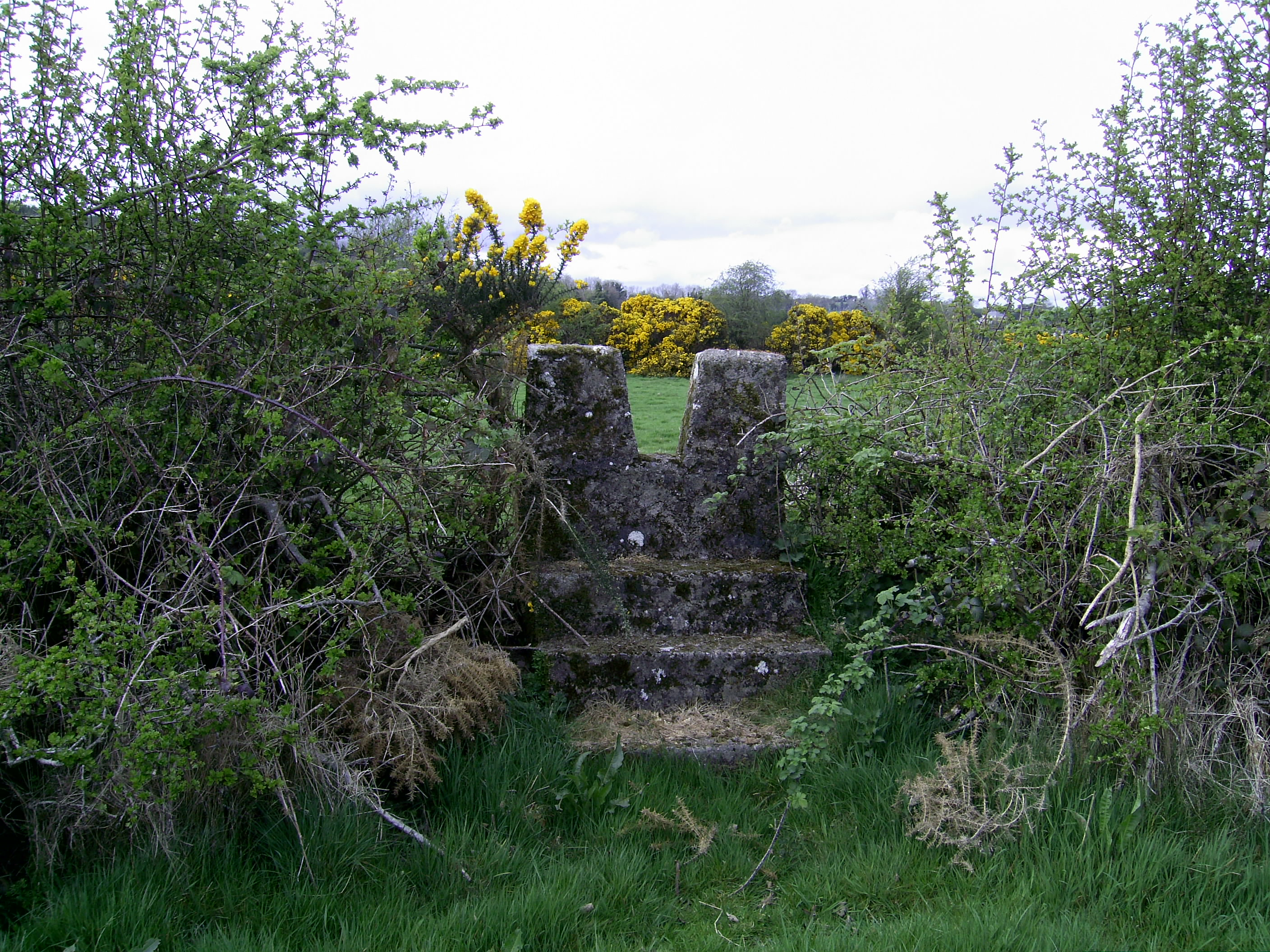
Ranaghan Westmeath mass path. échalier

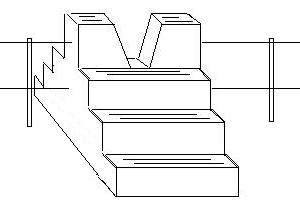
Construction d'un échalier de mass path, Ranaghan

Un mass path (que l'on peut traduire en français par « chemin de messe ») est un chemin piétonnier ou routier interconnectant des destinations fréquemment utilisée par les communautés rurales, et qui traditionnellement conduisaient à une église célébrant la messe dominicale. Elles étaient très courantes dans les siècles qui ont précédé le transport motorisé en Europe occidentale, et en particulier les îles britanniques, et les Pays-Bas (où un tel chemin est appelé kerkenpad de même signification.)
Les mass paths comprenaient généralement des tronçons traversant les champs des agriculteurs voisins, et étaient susceptibles de contenir des échaliers (stiles) lorsqu'ils franchissaient des clôtures ou d'autres limites; des ponts de planches ont été utilisés pour traverser les fossés.
Certains mass paths sont encore utilisés aujourd'hui en république d'Irlande, mais sont généralement soumis à des lois complexes sur les droits de passage irlandais.